# Мартен, Марсель
Марсе́ль Марте́н (фр. Marcel Martin; 12 октября 1926, Нанси — 4 июня 2016, Париж) — французский кинокритик и киновед. Почётный президент Международной федерации кинопрессы (ФИПРЕССИ).

## Биография
Активно публиковался в общественно-политических СМИ и в специализированных кинематографических изданиях. В 1955—1971 являлся постоянным сотрудником журнала «Синема» (Cinéma), в 1972—1979 стоял во главе редакции журнала «Экран» (Écran), в 1980—1989 входил в редакцию кинообозрения «Ревю дю синема» (La revue du cinéma). Опубликовал ряд книг, посвящённых различным вопросам и фигурам мирового кинематографа, в частности монографии о творчестве Жана Виго, Роберта Флаэрти и Чарльза Чаплина и теоретическое исследование «Язык кино» (Le langage cinématographique, 1955, рус. перевод 1959). Автор работ по истории советского и российского кино: «Панорама советского кино» (Panorama du cinema sovietique, 1960), «Советское кино. О тех, кто его делал» (Le cinéma soviétique par ceux qui l'ont fait, 1966), «Советское кино от Хрущёва до Горбачёва» (Le cinéma soviétique de Khrouchtchev à Gorbatchev, 1993) и др. Занимал руководящие должности в Международной федерации кинопрессы, неоднократно возглавлял жюри ФИПРЕССИ на международных кинофестивалях, в настоящее время — почётный президент этой организации. Его коллега Андрей Плахов назвал Мартена «патриархом кинокритики, способствовавшим развитию международного фестивального движения».